# Atherinella brasiliensis
Atherinella brasiliensis är en fiskart som först beskrevs av Jean René Constant Quoy och Joseph Paul Gaimard 1825.  Atherinella brasiliensis ingår i släktet Atherinella och familjen Atherinopsidae. Inga underarter finns listade.